# Архідієцезія Макасара
Архідієцезія Макасара — архідієцезія Римсько-Католицької церкви з центром в місті Макасар, Індонезія. В неї входять дієцезії Амбона, Манадо.

## Історія
13 квітня 1937 Римський папа Пій XI видав бреве Catholicae fidei, який заснував апостольську префектуру Макасара, виділивши її з апостольського вікаріату Сулавесі (сьогодні — дієцезія Манадо).
13 травня 1948 Римський папа Пій XII видав буллу In Archipelagi, якій перетворив апостольську префектуру Макасара в апостольський вікаріат.
3 січня 1961 Римський папа Іоанн XXIII видав буллу Quod Christus, якій перетворив апостольський вікаріат Макасара в архідієцезію. 22 серпня 1973 року архиєпархія Макасара була перейменована в архідієцезію Уюнґ-Панданґа. 15 березня 2000 року архідієцезії було повернуто колишню назву.